# Ochna natalitia
Ochna natalitia là một loài thực vật có hoa trong họ Ochnaceae. Loài này được (Meisn.) Walp. mô tả khoa học đầu tiên..